# 尤塔·韦伯
尤塔·韦伯（德語：Jutta Weber，1954年6月28日—），德国女子游泳运动员。她曾代表西德参加1972年和1976年夏季奥林匹克运动会游泳比赛，其中1972年奥运会获得二枚铜牌。